# スタジオクラ
スタジオクラは、福岡県糸島市にあるアートカンパニー。現在、糸島市のほか、福岡市東区、福岡市西区、佐賀県唐津市などに絵画教室を持っている。絵画教室の他にアーティストインレジデンスや糸島国際芸術祭への参加などを行っている。
糸島市二丈で行っているアーティストインレジデンスでは、2013年5月までに17カ国から27名の芸術家が滞在していた。